# Mars 1748
Cette page présente les faits marquants du mois de mars 1748.

## Événements
- 11 mars : Ahmad Shâh est battu à Manupur près de Sirhind par les Moghols alors qu'il marchait sur Delhi[1].